# Schengenski informacijski sistem
Schengenski informacijski sistem (SIS) je vladna podatkovna baza, ki jo evropske države uporabljajo za ohranjanje in širjenje informacij o posameznikih in predmetih. 
Uporaba tega sistema je predvidena pri zagotavljanju nacionalne varnosti, nadzoru meja in kazenskem pregonu. Druga tehnična različica tega sistema, SIS II, je stopila v veljavo 9. aprila 2013, v okviru pristojnosti Evropske Komisije.
Z informacijami Schengenskega informacijskega sistema razpolagajo institucije držav zaveznic Konvencije o izvajanju Schengenskega sporazuma (Schengen Agreement Application Convention - SAAC). Med peterico držav, ki so prve podpisale konvencijo, sodijo Francija, Nemčija, Belgija, Nizozemska in Luksemburg. Od nastanka sistema SIS pa se je kasneje vključilo vanj še 21 držav: Španija, Portugalska, Italija, Avstrija, Grčija, Finska, Švedska, Švica, Danska, Islandija, Norveška, Estonija, Češka, Madžarska, Latvija, Litva, Malta, Poljska, Slovaška, Slovenija in Lihtenštajn. Trenutno Schengenski informacijski sistem uporablja 26 držav, med katerimi Islandija, Lihtenštajn, Norveška in Švica, niso države članice Evropske Unije.
Irska in Združeno kraljestvo nista podpisnika Konvencije o izvajanju Schengenskega sporazuma, vendar kljub temu sodelujeta v sistemu Schengenski informacijski sistem pod pogoji, ki jih določa Amsterdamska pogodba, na podlagi katere so bile sprejete določbe Schengenskega pravnega reda v okviru Evropske unije. Schengenski pravni red omogoča, da Združeno kraljestvo in Irska sodelujeta pri izvajanju vseh ali dela ureditev Schengenske konvencije. Uporabljata Schengenski informacijski sistem za namene kazenskega pregona, nimata pa dostopa do člena 26D (prej 96. člen), saj državi nimata namena odstraniti mejnih kontrol. Evropski državljani imajo pravico do prostega gibanja v Združenem kraljestvu in na Irskem, vendar morajo za razliko od ostalih držav podpisnic Schengenskega sporazuma, ki so mejne kontrole večinoma odpravile, skozi mejno kontrolno točko.